# Nałęcze

Herb Nałęcz

Nałęcze – polski, średniowieczny ród możnowładczy, później w czasach Królestwa Polskiego i Rzeczypospolitej Obojga Narodów bardzo rozgałęziony liczący kilkaset rodów szlacheckich o różnych nazwiskach. Do największego znaczenia politycznego doszedł w XIII i XIV wieku.
Od rodowego godła Nałęczów pochodzi polski herb szlachecki Nałęcz oraz zawołania rycerskie Pomłość i Nałęcz.

## Historia rodu w średniowieczu

### Geneza rodu Nałęczów
Według legendy z Herbarza Kaspra Niesieckiego przytaczanej za Bartoszem Paprockim protoplastą rodu Nałęczów był żyjący w X wieku książę na Człopie, Gniewomir, który herb Nałęcz otrzymał od Mieszka I z okazji przyjętego chrztu.
Źródła pisane o rodzie Nałęczów pochodzą dopiero od XII wieku, w związku z czym za pierwszego ich historycznego antenata uznaje się możnego z kręgu dworu księcia Bolesława III Krzywoustego, Dobrogosta Starego, który był fundatorem kościoła św. Klemensa w Mogilnie.
W okresie średniowiecza Nałęcze wchodzili w skład możnowładztwa wielkopolskiego i dążyli do wywierania wpływu na politykę państwową. Pierwotne ziemie rodowe Nałęczów znajdowały się na terenie Wielkopolski z głównymi skupiskami dóbr w okolicach: Żnina, Mogilna, Chomiąży, Szamotuł i Czarnkowa.

### Rozbicie dzielnicowe
Podczas rozbicia dzielnicowego Nałęcze umocnili swoją pozycję w Wielkopolsce, stając się jednym z najważniejszych rodów w tej prowincji Polski. Niektórzy historycy uważali, że wraz z rodem Zarębów byli w sojuszu z Brandenburczykami i odegrali rolę w zamachu na króla Przemysła II w Rogoźnie. Znawca rycerstwa średniowiecznego prof. Janusz Bieniak w najnowszym, całościowym opracowaniu tego zagadnienia wykluczył taką możliwość. Wina spada jedynie na Brandenburczyków.
Nałęcze, ród z Wielkopolski, pojawił się na Mazowszu już w XII wieku, gdzie później również odgrywał ważną rolę polityczną. Najstarszym znanym protoplastą Nałęczów mazowieckich jest Niemierza. Brak jest o nim szczegółowych informacji, oprócz tego, że był ojcem Abrahama, podczaszego, cześnika, a następnie wojewody mazowieckiego występującego w latach 1218-1257 w kręgu najbliższych współpracowników Konrada I i jego syna Siemowita I, książąt mazowieckich.

### Korona Królestwa Polskiego
Podczas wojny z zakonem krzyżackim w latach 1327-1332 przedstawiciele rodu Nałęczów znaleźli się w obozie królewskim, na co wskazuje ich aktywny udział w bitwie pod Płowcami w 1331 r. Podważa się jednak ich całkowitą lojalność wobec króla Władysława I Łokietka.
W latach 1352–1358 Nałęcze uczestniczyli aktywnie w konfederacji wielkopolskiej Macieja Borkowica wymierzonej przeciwko polityce administracyjnej króla Kazimierza III Wielkiego.
W II połowie XIV wieku Nałęcze na czele z wojewodą płockim Abrahamem Sochą i arcybiskupem Dobrogostem wspierali pretensje Piastów mazowieckich do tronu polskiego po śmierci Kazimierza Wielkiego i Ludwika Andegaweńskiego. Częściowo charakter walki o tron miał trwający w latach 1382-1385 konflikt w Wielkopolsce pomiędzy rodami Grzymalitów i Nałęczów, zwany wojną Grzymalitów z Nałęczami.
Od końca XIV wieku przedstawiciele rodu Nałęczów znaleźli się w otoczeniu królewskim, wspierając politykę pierwszych Jagiellonów. Wyróżniał się wśród nich Sędziwój z Ostroroga, który był jednym z głównych doradców króla Władysława II Jagiełły. Nałęcze brali udział w wojnie z zakonem krzyżackim w latach 1409-1411. W bitwie pod Grunwaldem uczestniczyły m.in. dwie chorągwie Nałęczów. Miały one charakter wojsk prywatnych. Wystawili je możnowładczy przedstawiciele rodu z Wielkopolski: wojewoda poznański Sędziwój z Ostroroga oraz Dobrogost Świdwa z Szamotuł. Podczas unii polsko-litewskiej w Horodle, Sędziwój z Ostroroga i Mikołaj z Czarnkowa adoptowali do swojego herbu bojara litewskiego, Koczana, który był protoplastą rodzin szlacheckich: Koczanów, Koczanowiczów i Koczanowskich.

## Polskie rody szlacheckie wywodzące się ze średniowiecznego rodu Nałęczów
Pierwszy historyczny przedstawiciel rodu Dobrogost Stary miał trzech synów: Dzierżykraja, Dobrogosta i Jana. Dali oni początek trzem głównym liniom Nałęczów:
- Dzierżykrajowice – linia wielkopolsko-śląska pochodząca od Dzierżykraja, od której pochodzą m.in. rody: Dziewierzewskich, Gosławskich, Jaktorowskich, Malskich, Marcinkowskich i Moszczeńskich;
- Dobrogostowice starsi – linia wielkopolska pochodząca od Dobrogosta, od której pochodzą m.in. rody: Ostrorogów, Szamotulskich i Rostworowskich;
- Dobrogostowice młodsi – linia wielkopolsko-mazowiecka pochodząca od wojewody gnieźnieńskiego i poznańskiego Dobrogosta, wnuka wspomnianego Jana, z której wywodzą się rody: Czarnkowskich, Górskich, Kamieńskich, Leżeńskich, Małachowskich i Nowodworskich[13].

## Przedstawiciele rodu z okresu średniowiecza
- Dobrogost – wojewoda poznański
- Tomisław z Szamotuł – wojewoda poznański
- Kiełcz – wojewoda poznański
- Dobrogost z Dzwonowa – wojewoda poznański
- Wincenty z Szamotuł – wojewoda poznański
- Piotr z Chomiąży – penitencjarz papieski, prowincjał dominikanów polskich
- Abraham Socha – wojewoda płocki
- Jan Głowacz – wojewoda czerski, płocki i łęczycki
- Mikołaj z Wenecji – sędzia ziemski kaliski
- Dobrogost z Nowego Dworu – arcybiskup gnieźnieński
- Sędziwój z Ostroroga – starosta generalny wielkopolski
- Abraham Głowacz ze Zbąszynia – sędzia ziemski poznański, przywódca husytów wielkopolskich
- Niemierza z Gawarca – rycerz